# UWA&JWPジュニア王座
UWA&JWPジュニア王座（ユー・ダブリュー・エー・アンド・ジェー・ダブリュー・ピー・ジュニアおうざ）は、ジャパン女子プロレスが管理、UWAとジャパン女子プロレスが認定していた王座。

## 歴史
1987年、ジャパン女子プロレスが若手選手を対象にしたJWPジュニア王座を創設。7月22日、ジャパン女子東京大会で行われた初代王座決定戦に勝利した風間ルミが初代王者になった。
1989年、UWAが若手選手を対象にしたUWA女子ジュニア王座を創設。2月25日、UWAメキシコシティ大会で行われた初代王座決定戦に勝利したユウ山崎が初代王者になった。5月29日、UWA女子ジュニア王者の山崎がJWPジュニア王座を獲得してジュニア二冠王者になった。以降は2つの王座の防衛戦が同時に行われている。
1992年1月28日、ジャパン女子の解散により封印。

## 歴代王者

### JWPジュニア王座
| 歴代  | 選手     | 戴冠回数 | 獲得日付       | 獲得場所 （対戦相手・その他） |
| ----- | -------- | -------- | -------------- | ----------------------------- |
| 初代  | 風間ルミ | 1        | 1987年7月22日  | 東京 エステル・モレノ         |
| 第2代 | 尾崎真弓 | 1        | 1987年10月24日 | 日本                          |
| 第3代 | 風間ルミ | 2        | 1988年1月10日  | 東京                          |
| 第4代 | 尾崎真弓 | 2        | 1988年8月27日  | 日本                          |

### UWA女子ジュニア王座
| 歴代 | 選手     | 戴冠回数 | 獲得日付      | 獲得場所 （対戦相手・その他） |
| ---- | -------- | -------- | ------------- | ----------------------------- |
| 初代 | ユウ山崎 | 1        | 1989年2月25日 | メキシコシティ ネフタリ       |

### UWA&JWPジュニア王座
| 歴代         | 選手             | 戴冠回数 | 獲得日付       | 獲得場所 （対戦相手・その他）                     |
| ------------ | ---------------- | -------- | -------------- | ------------------------------------------------- |
| 初代&第5代   | ユウ山崎         | 1        | 1989年5月29日  | 日本 1989年に負傷のため返上                       |
| 第2代&第6代  | プラム麻里子     | 1        | 1989年9月15日  | 東京 尾崎真弓                                     |
| 第3代&第7代  | 風間ルミ         | 1        | 1990年1月10日  | 横浜文化体育館 1990年1月23日返上                  |
| 第4代&第8代  | プラム麻里子     | 2        | 1990年6月16日  | 下妻市立総合体育館 キューティー鈴木 1990年6月返上 |
| 第5代&第9代  | 尾崎真弓         | 1        | 1990年7月19日  | 日本 ザ・スコルピオン                             |
| 第6代&第10代 | ザ・スコルピオン | 1        | 1991年3月17日  | 東京                                              |
| 第7代&第11代 | キューティー鈴木 | 1        | 1991年10月10日 | 後楽園ホール 1992年1月28日封印                    |